# 2603 Taylor
2603 Taylor è un asteroide della fascia principale. Scoperto nel 1982, presenta un'orbita caratterizzata da un semiasse maggiore pari a 2,7799160 UA e da un'eccentricità di 0,0420450, inclinata di 3,05552° rispetto all'eclittica.